# Deux Fils
Pour plus de détails, voir Fiche technique et Distribution.
Deux Fils est un film français réalisé par Félix Moati, sorti en 2018.

## Synopsis
Joseph et ses deux fils, Joachim et Ivan, formaient une famille très soudée. Mais Ivan, le plus jeune, collégien hors norme en pleine crise mystique, est en colère contre ses deux modèles qu’il voit s’effondrer. Car son grand frère Joachim ressasse sa dernière rupture amoureuse, au risque de mettre en péril ses études de psychiatrie. Et son père a décidé de troquer sa carrière réussie de médecin pour celle d’écrivain raté. Pourtant, ces trois hommes ne cessent de veiller les uns sur les autres et de rechercher, non sans une certaine maladresse, de l’amour.

## Fiche technique
- Titre : Deux Fils
- Réalisation et scénario : Félix Moati[1]
- Costumes : Noémie Veissier
- Photographie : Yves Angelo
- Montage : Simon Birman
- Décors : Julia Lemaire
- Son : Charlie Cabocel, Antoine Baudouin, Agnès Ravez et Niels Barletta
- Production déléguée : Pierre Guyard
- Production exécutive : Eve François Machuel
- Production associée : Christophe Rossignon, Philippe Boëffard et Patrick Quinet
- Sociétés de production : Nord-Ouest Films, France 3 Cinéma
- Coproduction : France 3 Cinéma, Shelter Prod, BeTV
- Production étrangère : Artémis Productions
- Société de distribution France et internationale : Le Pacte
- Pays d'origine :  France
- Langue : français
- Genre : comédie dramatique
- Durée : 90 minutes
- Budget : 4,9 millions d'euros[2].
- Dates de sortie :
  - France : 
    - 9 octobre 2018 (Festival international du film indépendant de Bordeaux)
    - 13 février 2019 (sortie nationale)

  - Belgique : 
    - 19 février 2019 (Bruxelles - première)
    - 20 février 2019 (sortie nationale)

## Distribution
- Benoît Poelvoorde : Joseph
- Vincent Lacoste : Joachim
- Anaïs Demoustier : Esther
- Mathieu Capella : Ivan
- Noémie Lvovsky : Magalie
- India Hair : la psychologue
- Baya Kasmi : Agathe
- Patrick d'Assumçao : Alfred
- Antoine de Bary : Allan
- Sébastien Chassagne : le médecin
- Sam Louwyck : M. Sirkov
- Manal Issa : Laura
- Constance Rousseau : Iris
- Océane Cullet : Mélissa
- Céci Rihet : Rose
- Billie Blain : Anne

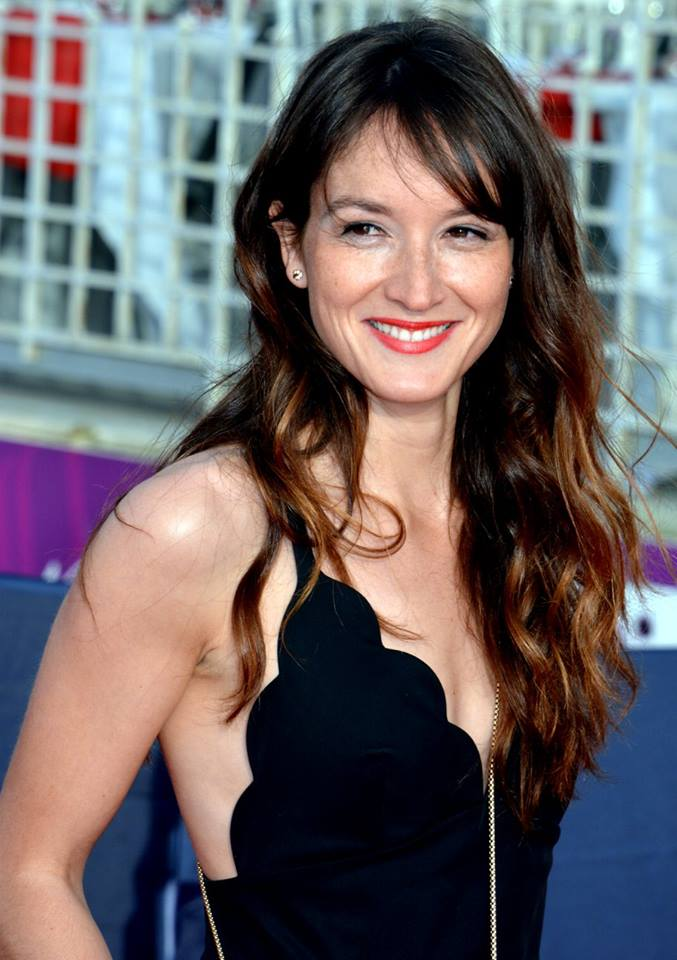
L'actrice principale Anaïs Demoustier au Festival de Cabourg 2018.

- Laurent Claret : homme pompes funèbres
- Maxime Rohart : Sam
- Vincent Nemeth : le libraire
- Lola Créton : fille faculté
- Gigi Ledron : la secrétaire

## Accueil

### Critiques
Le film reçoit de bons retours, avec une note moyenne de 3.7 sur Allociné.
Libération félicite le réalisateur « Félix Moati dépeint avec tendresse et humour une chronique familiale teintée de mélancolie », et Télérama fait de même « Le premier film de Félix Moati est une comédie touchante sur les liens filiaux et fraternels. » !

## Production

### Tournage
Le tournage a commencé le 16 octobre 2017.

## Distinctions

### Récompenses
- 31e Festival Premiers Plans d'Angers : Prix des activités sociales de l’énergie[6]

### Sélections et nominations
- 7e Festival international du film indépendant de Bordeaux : ouverture[7]
- 19e Arras Film Festival : hors compétition
- 22e Les Œillades Albi : compétition[8]
- 40e Poitiers Film Festival : hors compétition[9]
- 31e Festival Premiers Plans d'Angers : compétition française